# Маркуші (Хмільницький район)
Маркуші́ — село в Україні, в Уланівській сільській громаді Хмільницького району Вінницької області. Населення становить 738 осіб.

## Пам'ятки
- Гідрологічний заказник місцевого значення Снивода.